# 李仕魯
李仕魯（？—1383年），字宗孔，中書省濮州（今河南省濮陽縣）人，明朝政治人物。
其早年从学朱熹儒家理论，后朱元璋任用其为黃州同知。洪武十四年，升任大理寺卿。当时朱元璋设立僧錄司，为佛教僧侣设立官职。李仕魯上书反对，朱元璋不听。后辞职并置笏于地上，引起朱元璋大怒。朱命武士斩杀其于殿下。